# シャンプー
シャンプー（英: shampoo）は、頭髪および頭皮を洗浄するために用いられる界面活性剤を主成分とする洗剤。シャンプーの形状には粉末、固形、ペースト、液状などがあるが、現代ではほとんどが後者のものである。原語はヒンディー語で「マッサージをして頭皮、毛髪を清潔に保つ」である。洗髪剤（せんぱつざい）と訳されることもある。
また、洗髪自体を「シャンプー」「シャンプーする」と言う。シャンプーで髪と頭皮を洗浄した後は、リンス、コンディショナー、トリートメントなどで髪の保護をするのが一般的である。なお、洗髪の際にはシャンプーブラシが用いられることもある。

## 成分と形態

### 成分

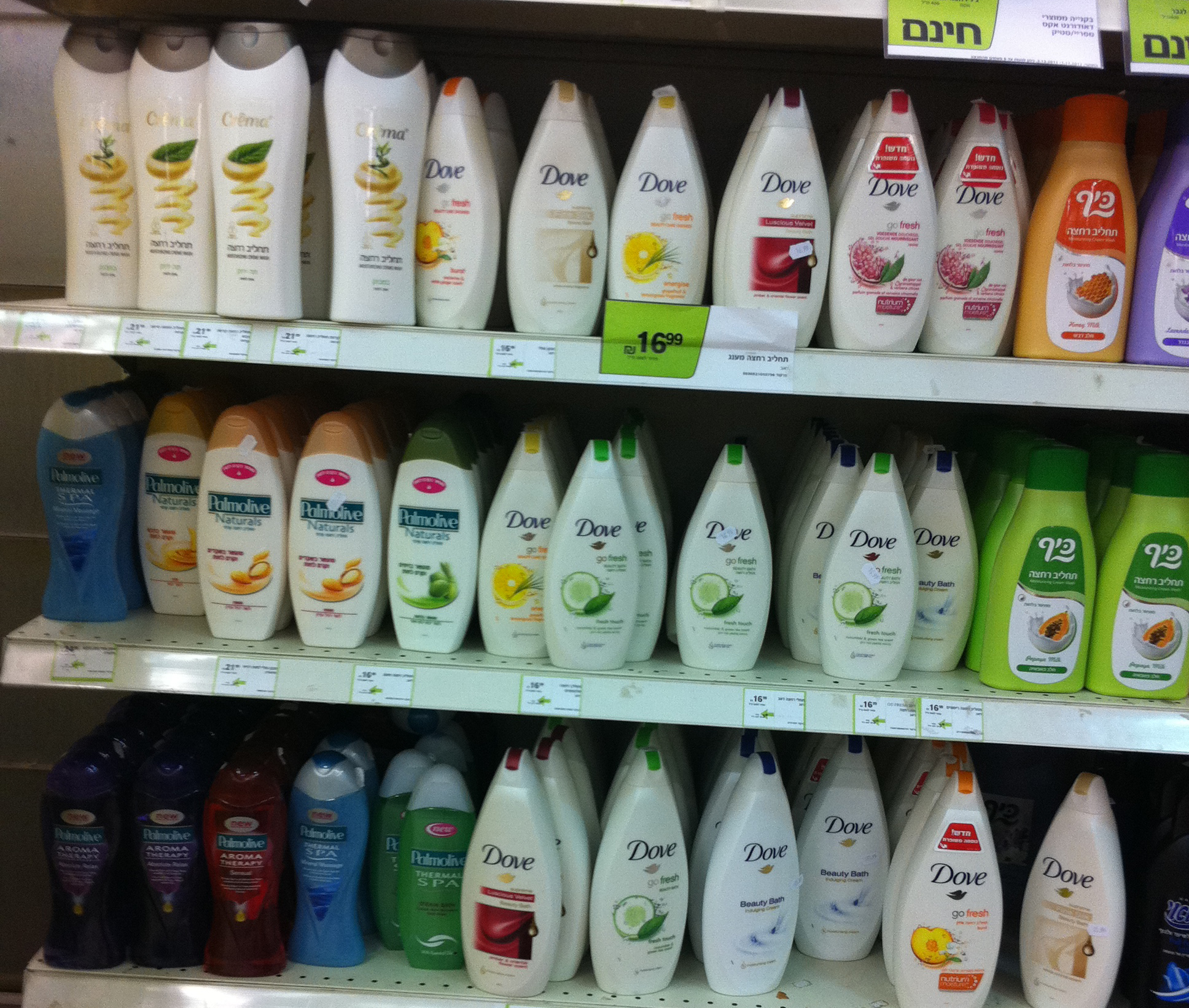
店頭で陳列販売されるシャンプー

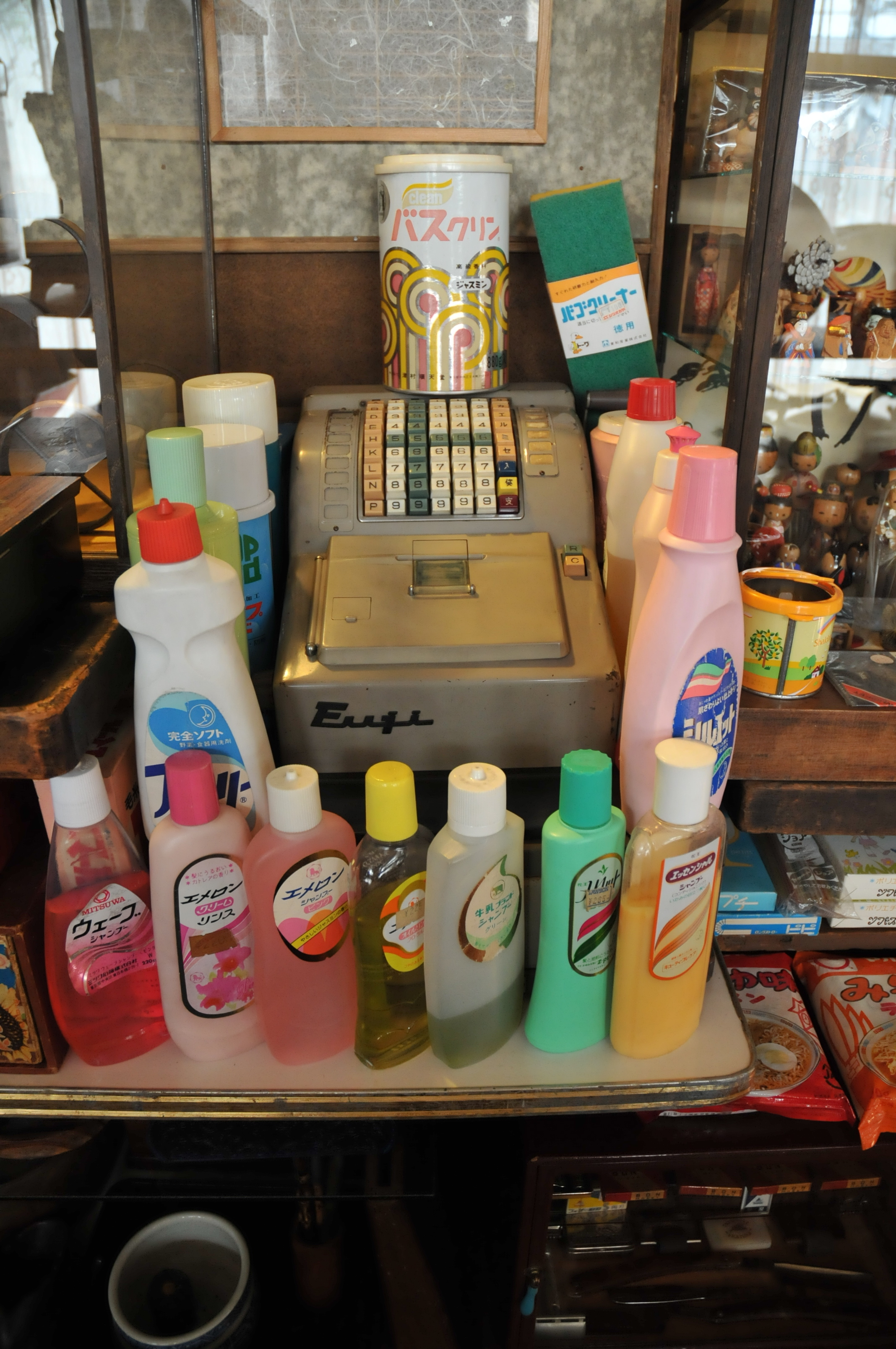
数十年前のシャンプー

一般的なシャンプーは洗浄基材となる界面活性剤に添加物を加えたものである。
シャンプーの洗浄剤には、アミノ酸系、高級アルコール系、石けん系がある。
アミノ酸系
アミノ酸系は毛髪や頭皮に対する刺激は小さいが他に比べると洗浄力も若干弱い。現代の洗髪回数の状況も考えると皮脂の分泌の少ない人に適した製品である。
高級アルコール系
高級アルコール系は他に比べるとやや洗浄力が高く、皮脂の分泌の多い男性や脂性肌の女性向けの製品である。シャンプーの改良により特性を活かした配合製品も多く販売されている。
石けん系
石けん系は化学的には高級脂肪酸のナトリウムまたはカリウム塩でアルカリ性が強いため、アルカリ性に弱い毛髪への使用には注意が必要である。ただし、石けん系シャンプーは脱脂力が大きいため、強い脂性肌には適切なアフターケアをすれば有効である。
なお、石けんの解釈の拡大により、弱酸と弱アルカリ塩からなる形状が固形石けんの界面活性剤も「石けん」と呼ばれることがあるため性状による分類との区別が必要である。
初期のシャンプーでは洗浄に主眼がおかれていたが、次第に洗髪中や乾燥後の毛髪の感触にも関心が払われるようになり、コンディショニング剤が添加されるようになった。具体的には、複合塩を析出して毛髪になめらかな感触をもたらすカチオン性高分子を用いたものがあり、天然系（カチオン化セルロース、カチオン化グアーガムなど）とビニル系（アクリル系高分子など）に分けられる。また、毛髪との親和性が高いタンパク誘導体、毛髪表面に皮膜を作るシリコーン誘導体や油分を添加したものがある。
界面活性剤（洗剤）は、肌の油分を落とすことで肌の硬さ、乾燥、バリア機能の低下、刺激や痒みを起こすことがあるが、ステアリン酸やパルミチン酸のような飽和長鎖脂肪酸を添加することで、脂肪酸が補充されバリア機能の改善に役立つ。こうしたバリア機能の破壊はフケの発生につながることがある。（対応シャンプーは「フケ」の項を参照）
洗浄基材となる界面活性剤とコンディショニング剤のほかに、フケ止め剤（ピロクトンオラミンやジンクピリチオンなど）、増泡剤、安定性を保つためのハイドロトロープや塩類、増粘剤（粘度調整剤）、pH調整剤、防腐剤（安息香酸塩、サリチル酸など）、さらに液の外観を整えるための乳濁剤や色素、香料などが添加される。

### 形態
一般的にはシャンプー、リンス、コンディショナー、トリートメントはそれぞれ別のパッケージで発売されるが、シャンプーとリンスが一緒になった機能を持つリンスインシャンプーも発売されている。
また、キャンプ・介護・非常時等入浴ができない場合に水なしで洗髪できるドライシャンプーも販売されている。
なお、JIS規格ではシャンプーの容器に凹凸を付ける事が望ましいとされている。この容器の凹凸は視覚障害者がリンスの容器と区別するためのもので『識別リブ』と呼ばれる。

## 歴史

### シャンプーの歴史
英語の「シャンプー（shampoo）」の語源は、ヒンドゥスターニー語の「チャーンポー（chāmpo〈चाँपो [tʃãːpoː]〉）」
に因むもので、1762年には使われていた。
「チャーンポー」は、ムガル帝国のビハール州周辺で行われていた香油を使った頭部マッサージを指していた。チャーンポーは東南アジアから南アジアにかけて自生し香料としても使われているキンコウボク（Magnolia champaca）が起源とも考えられている。
この頭部マッサージの習慣は、18世紀には英領インドから英国に伝わった。1814年にビハール州出身のシャイフ・ディーン・ムハンマドが、イギリス南部のリゾート地ブライトンの浴場「ハンマーム」で頭部マッサージの提供を開始し、イギリス王室にも認められるようになった。

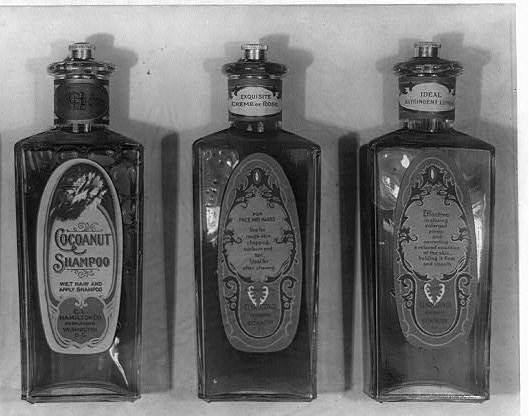
ワシントンD.C.に本社を置くC.L.ハミルトン社のシャンプーとローション（20世紀初頭）

その後1860年ごろには、シャンプーが頭部マッサージから洗髪を意味するようになった。初期には石鹸が使われていたが、20世紀に入り頭髪用のシャンプーが販売され始めた。1954年にはカーペット等の洗浄の意味でも使われるようになった。
初期には石鹸にハーブを混入したものを洗髪に使用していたが、やがて石鹸シャンプーとして一般に普及すようになった。1930年代に界面活性剤が開発されると、高級アルコール系シャンプーが販売されるようになった。

### 日本での洗髪の歴史

#### 20世紀以前
日本では、洗髪の習慣は過去に遡る程頻度が少なく、日本髪が結われていた時代は1ヶ月に一度程度というのが一般的であった。また、結う際に油で艶を付けるという考えから、洗髪によって髪を美しくするという概念は現在ほど強くなく、ふのり、米ぬか、小麦粉などで髪の油分を奪う洗い方が多く用いられていた。日本に洋髪が入ってくると、髪に適度な油分を与えるシャンプーが好まれるようになり、普及し始めた。現在では知る人は少ない「七夕に髪を洗うと髪が美しくなる」という言葉は、洗髪が日課として行われていなかった時代を反映していると言える。
そんな中、江戸時代に「洗い髪」が花柳界の女性の伊達な誇りとして流行した。

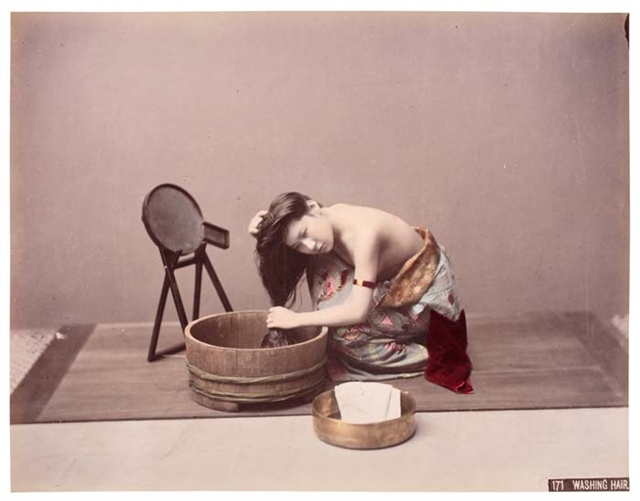
明治期における和装女性の洗髪

江戸の女性は髪を洗うときは絞り染めの浴衣を着て、前垂を背にかけて、髪垢で着物が汚れないようにした。洗った後は髪が乾くまで散らし髪のまま近所を出歩き、乾くと油をつけないで仮結にし、それを粋の極致とした。この洗い髪の粋な艶姿で東京の名妓で知られた洗い髪のお妻が有名になった。
ただし、江戸でも御殿女中などが髪を洗うのは、依然甚だまれであった。髪を洗わない女性は唐櫛でよく梳いて垢を取り去り、その後に匂油をつけて臭いを防いだ。
京阪でも髪を洗うのはすこぶるまれであったが、娼妓はしばしば髪を洗った。天保頃から江戸の女性を真似て往々髪を洗う女性が現れるようになった。しかし、京阪では往来で散らし髪の女性は見られず、洗うよりも油を塗る方が多かった。最初期は粘土やヒルガオのような野生の蔓草の葉を搗いて砕いて、水に溶かした液体を用い、また灰汁などで洗っていた。関東では午の日に髪を洗うと発狂するといい、九州では夜、髪を洗うと根元から切れるという。民俗学者は前者は丙午の迷信と関連づけ、後者は『本朝医談』や『後見草』にあるかまいたちや妖狐などの仕業と考えた髪切の怪を思わせると主張した。髪洗いの吉日もあり、『権記』寛弘6年5月1日の条には暦林を引いて「五月一日沐髪良、此日沐令人明目長命富貴」という。阿波では旧10月の戌の日に行なう御亥の子祭の晩に髪を洗うと赤毛が黒くなり、老いても白髪にならないといい、福島市付近では七夕の夜、婦女が流に出て洗髪する。
明治時代の美容研究本「化粧のをしへ」（1908年）には、シャンプーを推奨する記述がみられる。

#### 20世紀以降
大正期・昭和初期になると、白土・粉石けんなどを配合する髪洗いが流通するようになり、その後、固形のシャンプーが発売されるようになり、シャンプーという言葉が一般化した。1950年頃までの洗髪の頻度は平均月1-2回であった。家に風呂を設置した「内風呂」の普及と瞬間湯沸かし器の発売以降、洗髪の頻度が高くなる。昭和30年代の洗髪頻度は5日に一回、1980年代には週2、3回になったが、ほぼ毎日洗髪するようになったのは1990年代半ばからである。
1926年に葛原工業より「モダンシャンプー」が発売されるが不振に終わり、1932年に花王から「花王シャンプー」が発売される。
1950年以降には石鹸から界面活性剤へと変わり、なかでも「花王フェザーシャンプー」は、約80％のシェアを占めた。このフェザーシャンプーは粉末で、2回分がワンセットのパッケージであり、キャッチコピーは「5日に一度はシャンプーを」であった。
シャンプーには、洗浄の他、フケ・かゆみ防止の機能が求められ、消炎剤や抗菌剤が配合されていた。洗髪頻度が増えた1970年代から髪が傷むことが注目され、髪をケアするコンディショニング成分が加えられる。キューティクルケアという言葉もこの頃広まった。
1980年代中盤から朝早く起床してシャンプーをしてから通勤・通学する「朝シャン」が若い女性に流行し、1986年には資生堂から「モーニングフレッシュ」が発売されるなど、シャンプーが手軽に短時間でできるような商品が開発された。シャンプーとリンスが一度で済むリンスインシャンプーのほか、裸になって風呂場まで行かなくても洗面台で洗髪がでこるシャンプードレッサーが発売された。女子学生の間でもセーラー服などの制服、セーターにミニスカート姿などのままでシャンプーをしてから出かける人も増え始めた。テレビCMでも、資生堂「恋コロン 髪にもコロン ヘアコロン シャンプー」では、CMキャラクターとして若い女性6人がコーラス隊として、ブラウスにスカート着用のまま、「しなやか 恋コロン」と歌いながら、シャンプーをして髪全体を白く泡立てる描写もみられるようになった。別冊宝島には1987年のサブカル・流行の1つとして朝シャンが紹介されている。
1990年代後半に山形県で開発された「冷やしシャンプー」が、全国的に夏場に理容店で取り入れられている。主にトニック系、メントール系の強いシャンプーを冷凍庫に入れて冷やしたり、氷を混ぜて冷やしたりという手法がとられている。

## 主要メーカー
- P&G
- ユニリーバ
- ロレアル

日本メーカー（一般製品）
- I-ne
- 花王
- 牛乳石鹸共進社
- クラシエホームプロダクツ
- コーセーコスメポート
- サンスター
- ファイントゥデイ
- マンダム
- ライオン

日本メーカー（スカルプケア製品）
- アンファー
- 大塚製薬
- ジャパンゲートウェイ
- ロート製薬

## 頭髪用以外のシャンプー
ペット用のシャンプーもあり、この場合はヒトのように頭に限定せず、全身を洗浄するものである。車の外装用洗剤を「カーシャンプー」という場合もある。ホームケア用品の製品名として「メガネのシャンプー」もある。

## 自動洗髪機（オートシャンプー）
自動で洗髪を行う機械、自動洗髪機（じどうせんぱつき）も存在しており、オートシャンプーと呼ばれている。これは主に理髪店で使われている。

### 主なメーカーと製品
- タカラベルモント - アクアバイブロ、アクアフォルテ[12]

そのほか三洋電機、パナソニック、セリックスが開発に手を出していた。